# Dispnea parossistica notturna
Per  dispnea parossistica notturna in campo medico, si intende una forma particolare di dispnea che compare in soggetti malati di una forma di cardiopatia. Si manifesta durante il sonno e può disturbarlo con eventi improvvisi. Essa è la forma più grave della dispnea notturna. 
È data da un accumulo di liquidi al livello toracico che, durante il giorno, si mobilitano verso gli arti inferiori essendo la persona in posizione ortostatica quindi eretta. In quel caso gli apici polmonari rimangono liberi e non subiscono alterazioni nella respirazione. 
Durante la notte invece, quando la persona si trova in posizione stesa, si ha la risalita di liquidi verso i polmoni creando una dispnea con la cosiddetta "fame d'aria notturna" .
Se il quadro clinico persiste e peggiora, può evolvere in edema polmonare.

## Sintomatologia
Difficoltà respiratoria, tosse, aritmie di tipo tachicardico

## Eziologia
La causa è comune con la forma più lieve, e si manifesta in un aumento del precarico cardiaco per via di un anomalo afflusso sanguigno.

## Terapia
Si è notato come dormire con più cuscini diminuisca la possibilità di attacchi, il trattamento specifico cambia a seconda della malattia che ha portato a tale manifestazione.